# Santa Bernadeta de Sant Esteve del Monestir
Santa Bernadeta de Sant Esteve del Monestir és la cripta de la segona església parroquial del poble de Sant Esteve del Monestir, dedicada a Nostra Senyora del Cenacle, a la comarca del Rosselló (Catalunya Nord).
Està situada al bell mig de la zona nord del nucli urbà de Sant Esteve del Monestir, en un barri de nova creació.